# Casa Pau (Prat de Comte)
La Casa Pau és un edifici del municipi de Prat de Comte (Terra Alta) inclosa en l'Inventari del Patrimoni Arquitectònic de Catalunya.

## Descripció
Es tracta d'un habitatge entre mitgeres de tipus rural, molt allargada i amb dues façanes, la principal dona al carrer Major.
Construïda amb murs de maçoneria, consta de tres plantes amb balcons. Crida l'atenció la gran obertura de la golfa. És una casa poc corrent en aquesta zona.
La façana posterior és més baixa perquè el nivell del carrer és més elevat. També està més abandonada, en ser aquesta part de la casa utilitzada com a magatzem, conserva però la seva fusteria original al balcó superior, amb barrots i passamans treballats.
Porta una façana emblanquinada.
Actualment s'han rehabilitat les façanes i la coberta. S'ha eliminat la finestra de les golfes i el balcó de la segona planta de la façana principal i reduït les obertures de les golfes de la façana posterior.